# Ажу
Ажу́ (фр. и окс. Ajoux) — коммуна во Франции, находится в регионе Рона — Альпы. Департамент коммуны — Ардеш. Входит в состав кантона Прива. Округ коммуны — Прива.
Код INSEE коммуны 07004.

## Население
Население коммуны на 2008 год составляло 94 человека.
| 1962 | 1968 | 1975 | 1982 | 1990 | 1999 | 2008 |
| ---- | ---- | ---- | ---- | ---- | ---- | ---- |
| 97   | 115  | 90   | 79   | 71   | 89   | 94   |

## Экономика

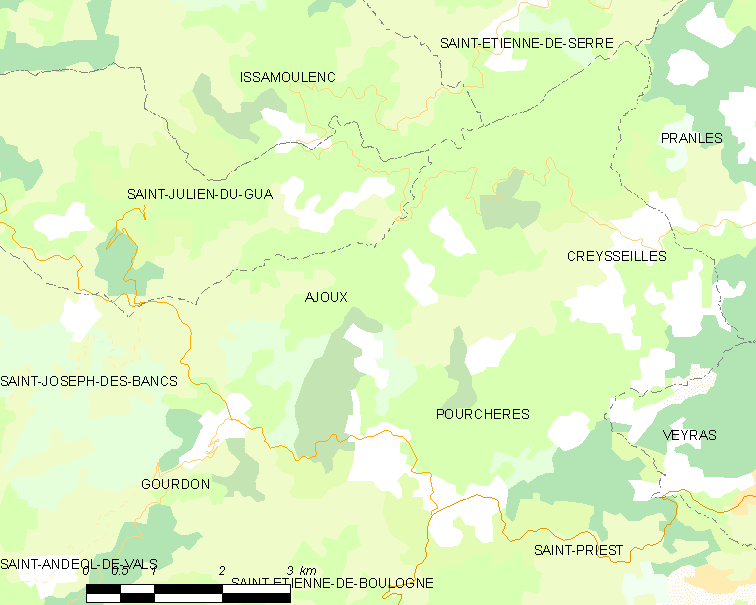
Карта коммуны

В 2007 году среди 63 человек в трудоспособном возрасте (15-64 лет) 47 были экономически активными, 16 — неактивными (показатель активности — 74,6 %, в 1999 году было 72,4 %). Из 47 активных работали 45 человек (20 мужчин и 25 женщин), безработных было 2 (1 мужчина и 1 женщина). Среди 16 неактивных 6 человек были учениками или студентами, 7 — пенсионерами, 3 были неактивными по другим причинам.